# Osadnictwo szkatułowe
Osadnictwo szkatułowe – rodzaj osadnictwa w Prusach Książęcych, zapoczątkowany przez Fryderyka Wilhelma (1640–1688).

## Historia
Powstało po załamaniu akcji kolonizacyjnej, realizowanej przez księcia Albrechta na początku XVII wieku. Nazwa „osadnictwo szkatułowe” wywodzi się stąd, iż fundusze na ich założenie, jak i uzyskiwane dochody z tych kolonizacji wpływały wprost do szkatuły książęcej (pozostającą poza kontrolą stanów). Umożliwiało to władcy pruskiemu uniezależnienie się finansowe od stanów pruskich, a w konsekwencji m.in. wystawienie silnej armii. Po pozbawieniu stanów decyzji w sprawach podatkowych, dalsze utrzymywanie osobnej kategorii wsi (wsie szkatułowe) straciło uzasadnienie, dlatego włączono je do domen książęcych (później królewskich – wsie królewskie).
Karczowanie lasów w celu pozyskania drewna, przeznaczonego na sprzedaż lub na przeróbkę w potażarni, smolarni, dziegciarni, i hamerni, prowadzono szczególnie intensywnie w czasach Fryderyka Wilhelma. Na czele wyższych urzędników leśnych stał łowczy, zwany także wielkim nadleśniczym. W roku 1688 tytuł ten nadano dwóm nadleśniczym, zamieszkałym w Królewcu, z których jeden nadzorował obwody: sambijski i litewski, a drugi – górnopruski i natangijski.
Silna eksploatacja terenów leśnych powodowała, że na zrębach w byłych terenach puszczańskich odnawiał się niskiej jakości. W wieku XVIII narodziły się podstawy do współczesnej gospodarki leśnej i umyślnych nasadzeń (zobacz też Rezerwat przyrody Las Warmiński im. prof. Benona Polakowskiego). Znacznie łatwiejsze było zasiedlenie tych terenów i zakładanie pół uprawnych. Kasę państwową mógł w tym przypadku zasilać czynsz z nowo lokowanych wsi. Chłopi ze wsi szkatułowych dzielili się na dwie kategorii: właścicieli na prawie chełmińskim z dziedzicznym prawem własności (zobowiązani jedynie do płacenia czynszu) oraz na chłopów, którzy poza czynszem zobowiązani byli także do szarwarku lub innych prac na rzecz skarbu państwa.
Przykładem osadnictwa szkatułowego było starostwo oleckie, gdzie na przełomie XVII i XVIII wieku powstało 11 osad szkatułowych na obrzeżach Puszczy Boreckiej. Najczęściej wybierano tereny na skraju puszczy, a o zamiarze ich zasiedlenia powiadamiano w pobliskich kościołach. Później z osobami zainteresowanymi dokonywano inspekcji terenu i w drodze licytacji, prowadzonej przez administrację leśną, dokonywano wyboru osadników. Z pozyskanymi kolonistami zawierano wstępne kontrakty, przedkładane do zatwierdzenia elektorowi. Starostowie książęcy nie mieli nad nowo założonymi wsiami żadnej władzy, a jurysdykcję w nich sprawował przede wszystkim łowczy i zarządcy szkatuły książęcej. W pierwszych latach uwalniano te wsie głównie od kontrybucji i kwaterunkowego, umożliwiając rozwój. Osadnicy pochodzili z Prus (starostwa: oleckiego, ełckie, giżyckie, węgorzewskie i insterburskie) lub z Mazowsza. Zasadźcami byli zazwyczaj urzędnicy książęcy, administracji leśnej, dzierżawcy domen, niekiedy pastorzy. Osadnicy rekrutowali się często spośród robotników leśnych. Nowe wsie powstawały czasami blisko dawnych smolarni, dziegciarni, hamerni. Na częściowo wykarczowanych terenach najpierw wypasano bydło, potem całkowicie karczowano puszczę i zakładano pola uprawne.
Przy zakładaniu wsi płacono za nabyte grunty (liczone we włókach), później roczny czynsz. W starostwie oleckim w latach 1687–1709 osady szkatułowe powstały w następujących wsiach: Nowa Wieś, Pieńki, Łaźne, Orłowo, Lasek–Sedranki, Zawady, Jelonek, Łękuk Mały, Ilgental, Gajrowskie. W dawnym powiecie szczycieńskim przykładowe wsie szkatułowe to: Kokoszka, Faryny, Jerominy.